# Records du Limoges CSP
Cette page recense tous les records du Limoges CSP durant toute son Histoire.

## Records

### Équipe

#### Amateur
- Plus grand nombre de points marqués : 135 contre Montmidi Poitiers, saison 1973-1974.
- La victoire, la plus large (135-48, +87 points) contre Montmidi Poitiers, saison 1973-1974.

#### N1, Pro A
- Plus grand nombre de points marqués : 137 contre Saint-Étienne, saison 1984-1985.

#### Pro B
- La victoire, la plus large (85-38, +47 points), à domicile contre Saint-Quentin, saison 2006-2007.

#### Coupe d'Europe
- La plus lourde défaite (81-36, -45 points), est contre le Real Madrid, à l'extérieur, saison 1993-1994 (Euroligue).

### Joueurs

#### Amateur
- Le plus grand nombre de points marqués par un joueur (69 points), est dû à Radoliub Radenković, à domicile contre Montmidi Poitiers, saison 1973-1974.
- Le meilleur double-double (41 points, 41 rebonds) est dû à Apollo Faye, à domicile contre Grenoble, saison 1977-1978 (N2).

#### N1, Pro A
- Le plus grand nombre de points marqués par un joueur (60 points), est dû à Paul Thompson, à domicile contre le Mulhouse BC, saison 1986-1987.
- Le meilleur rebondeur en moyenne, sur une saison, est Clarence Kea (12 rebonds), saison 1986-1987.
- Le meilleur marqueur en moyenne, sur une saison, est Ed Murphy (34,0 points), saison 1984-1985.
- Le meilleur marqueur français en moyenne, sur une saison, est Apollo Faye (28,5 points), saison 1978-1979.
- Le meilleur passeur en moyenne, sur une saison, est Jean-Michel Sénégal (9,5 passes), saison 1983-1984.
- Le joueur, le plus adroit aux tirs en moyenne, sur une saison, est Clarence Kea (70,6 %), saison 1986-1987.
- Le joueur, le plus adroit aux tirs à trois points en moyenne, sur une saison, est Bruno Lejeune (52,9 %), saison 1991-1992.
- Le joueur, le plus adroit aux lancers francs en moyenne, sur une saison, est Frédéric Forte (91,7 %), saison 1993-1994.
- Les deux joueurs étrangers ayant reçu, le plus de fois, le titre de MVP, sont Ed Murphy (1983,1984,1985) et Don Collins (1988,1989,1990).
- Le joueur français ayant reçu, le plus de fois, le titre de MVP, est Stéphane Ostrowski (1986,1988,1989,1990).
- La meilleure performance, sur un match, aux tirs à trois-points, est détenue par Jurij Zdovc contre Le Mans (8/8 à trois points), saison 1992-1993.
- La meilleure évaluation, sur un match, est détenue par Nobel Boungou Colo avec 42 d'évaluation, saison 2013-2014.

#### Pro B
- Le plus grand nombre de points marqués par un joueur (46 points), est dû à Malik Dixon, à domicile contre la JA Vichy, saison 2000-2001.
- Le meilleur marqueur en moyenne, sur une saison, est Malik Dixon (24,8 points), saison 2000-2001.
- Le meilleur rebondeur en moyenne, sur une saison, est Jacob Jaacks (11,8 rebonds), saison 2000-2001.
- Le meilleur passeur en moyenne, sur une saison, est Kevin Braswell (5,8 passes), saison 2009-2010.
- Le meilleur intercepteur en moyenne, sur une saison, est Kevin Braswell (1,8 interception), saison 2009-2010.
- Le meilleur contreur en moyenne, sur une saison, est John Ford (1,6 contre), saison 2009-2010.
- Le joueur, le plus adroit aux tirs en moyenne, sur une saison, est Ivan Almonte (65,7 %), saison 2007-2008.

#### Coupe d'Europe
- Le plus grand nombre de points marqués par un joueur (47 points), est dû à Michael Young, à domicile contre la Benetton Trévise, saison 1993-1994 (Euroligue).

### Entraîneurs

#### N1, Pro A
- Le plus grand nombre de victoires en championnat N1, Pro A, (avec les play-offs) pour un entraîneur, est dû à Michel Gomez (1987-1990) avec 127 victoires.
- Le plus petit nombre de défaites en championnat N1, Pro A, (avec les play-offs) pour un entraîneur, est dû à Michel Gomez (1987-1990) avec 16 défaites.
- Le plus grand nombre de défaites en championnat N1, Pro A, sur une saison (sans les play-offs), pour un entraîneur, est dû à Philippe Maucourant (2002-2004) avec 27 défaites, lors de la saison 2003-2004.
- Le plus petit nombre de victoires en championnat N1, Pro A, sur une saison (sans les play-offs), pour un entraîneur, est dû à Philippe Maucourant (2002-2004) avec 7 victoires, lors de la saison 2003-2004.

### Abonnements, affluences, audiences

#### N1, Pro A
- Le record d'abonnements en Pro A et N1 du club, est de 1817 abonnés, lors de la saison 2010-2011.

#### Coupe d'Europe
- Le record d'audience à la Télévision (en France) pour un match de Coupe d'Europe, est pour la finale du Championnat d'Europe des Clubs Champions, CSP Limoges - Benetton Trévise, avec plus de 5 millions à 20h10 (9,6 points et 22,3 % de parts de marché) et atteint le pic de 7 millions de téléspectateurs en fin de match, le 15 avril 1993.